# Kxatriyes
Els kxatriyes (del sànscrit क्षत्रिय, kṣatriya) són els components d'un dels quatre varnas del sistema de castes hindú. Kxatriya és el segon grau d'aquesta divisió social tradicional, composta pels brahmans (sacerdots i mestres, amb autoritat religiosa), els kxatriyes (guerrers i administradors, amb poder polític), els vaïxyes (comerciants i agricultors o pastors amb prosperitat econòmica) i els xudres, servents o pagesos vassalls. Tradicionalment, els kxatriyes constituïen l'elit governant i militar; el seu paper era el de protegir la societat lluitant en temps de guerra i governant en temps de pau.

## Paper social dels kxatriyes
Històricament, el varna kxatriya constituïa una aristocràcia, tot i que els seus components no eren tots necessàriament poderosos. En general pertanyien a aquest grup els reis, prínceps i soldats, i es considerava que el seu deure (dharma) era d'adquirir el coneixement de les armes a més de conrear les aptituds per al comandament i el bon govern. Per exemple tots els homes kxatriya havien d'estudiar, entre altres 13 matèries d'aprenentatge, la ciència d'armament (dhanurveda). Així, si tant els membres de la cort reial i de l'exèrcit provenien de manera natural d'aquesta casta, d'altres kxatriyes s'especialitzaven en l'administració o fins i tot exercien un art o ofici en lloc de guanyar-se la vida com a guerrers professionals. Aquests, però, conservaven els privilegis concedits a la seva casta, com ara certes formes especials de matrimoni: per exemple aquella en què l'home "segresta" la núvia per a fer-ne la seva dona, o una altra que consistia a fer un torneig per guanyar la núvia i on l'esdeveniment principal era un concurs de tir amb arc (segons la llegenda, Arjuna, Rama i Siddhartha Gautama van guanyar les seves consorts en aquest tipus de torneig).
Quan els britànics van introduir la propietat privada de la terra, molts descendents d'aquests kxatriyes, hereus i administradors de territoris conquerits, es van convertir en grans terratinents, mentre que molts notables de l'administració també procedeixen d'aquest grup.
Els rajputs (del nord de l'Índia) i els nairs (al Kerala) són considerats com a kxatriyes.